# Ralph Boschung

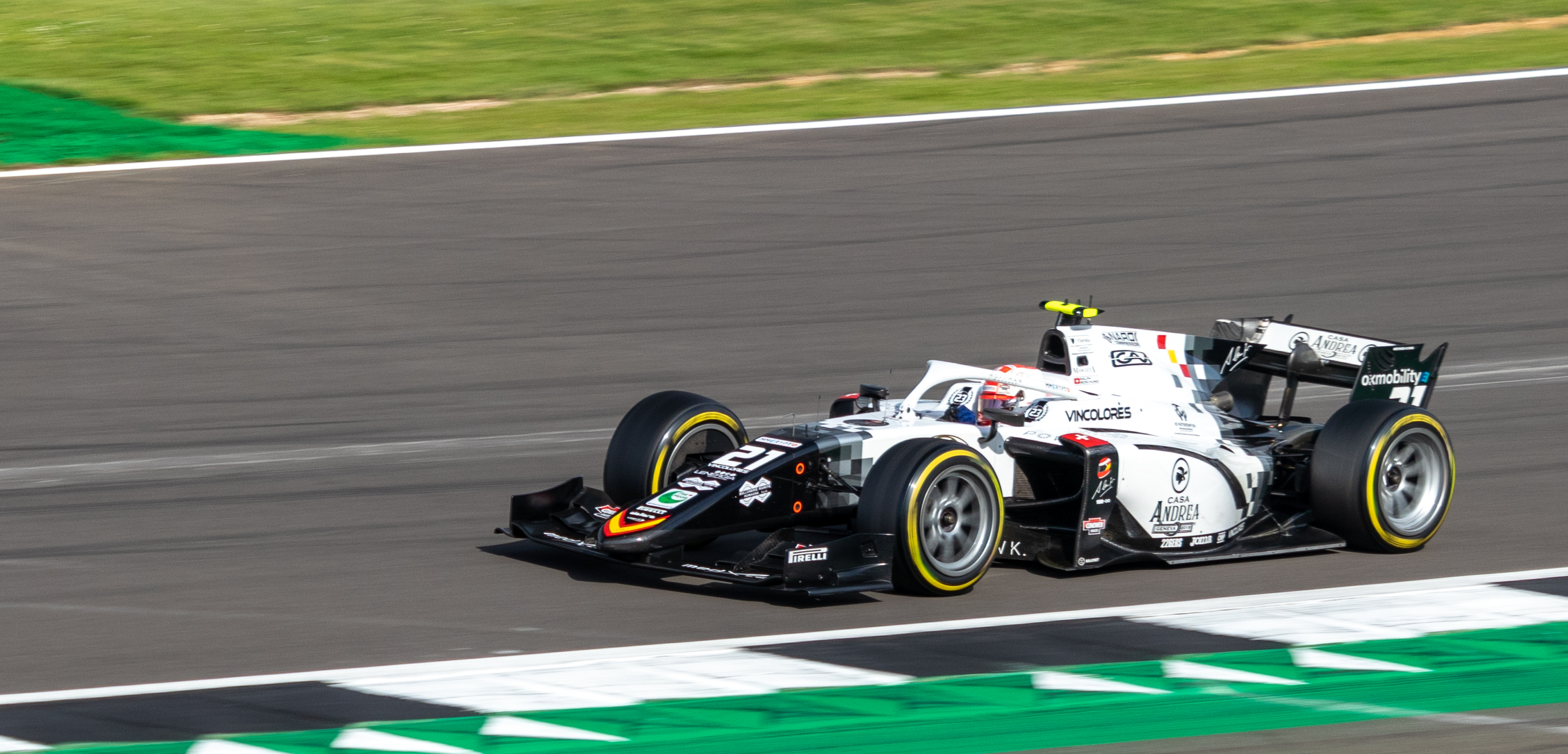
Ralph Boschung beim F2-Rennwochenende in Großbritannien 2021

Ralph Boschung (* 23. September 1997 in Monthey) ist ein Schweizer Automobilrennfahrer. Er startete zwischen 2017 und 2023 in der FIA-Formel-2-Meisterschaft.

## Karriere
Boschung begann seine Motorsportkarriere 2008 im Kartsport, in dem er bis 2011 aktiv blieb. 2012 wechselte Boschung in den Formelsport und nahm am Formel BMW Talent Cup, einem Ausbildungswettbewerb von BMW teil. Er erzielte zwei Siege und wurde Fünfter in der Wertung.
2013 wechselte Boschung in den professionellen Formelsport in die ADAC Formel Masters. Er erhielt ein Cockpit bei KUG Motorsport. Er gewann ein Rennen und stand insgesamt sechsmal auf dem Podium. Die Saison beendete er als bester Fahrer seines Rennstalls auf dem siebten Rang. 2014 blieb Boschung in der ADAC Formel Masters und trat für das von Motopark Academy betreute Lotus-Team an. Er erzielte acht Podest-Platzierungen und lag am Saisonende als drittbester Fahrer des Teams erneut auf dem siebten Gesamtrang.
2015 wechselte Boschung zu Jenzer Motorsport in die GP3-Serie. Mit einem dritten Platz als bestem Ergebnis erreichte er den elften Gesamtrang. Die GP3-Serie 2016 bestritt Boschung für Koiranen GP. Beim Sprintrennen in Spielberg gelang ihm sein erster GP3-Sieg. Boschungs GP3-Engagement endete wegen finanzieller Probleme vorzeitig. Er wurde wie im Vorjahr Gesamtelfter.

### FiA-Formel-2-Meisterschaft
2017 trat Boschung in der FIA-Formel-2-Meisterschaft für Campos Racing an. Er beendete die Saison mit 11 Punkten auf dem 19. Rang in der Meisterschaft. 2018 wechselte er innerhalb der Formel 2 zu MP Motorsport, und belegte am Saisonende den 18. Platz. Am sechsten Rennwochenende der Saison 2019 wurde er durch Ryan Tveter ersetzt, am siebten durch Dorian Boccolacci. Am achten Rennwochenende kehrte er zurück. Am zehnten Rennwochenende konnte er nicht teilnehmen, da seinem Team Trident Racing in Folge des Unfalls eine Woche zuvor, in den sein Teamkollege Giuliano Alesi verwickelt war, nur ein Auto zur Verfügung stand.
2020
2020 startete er lediglich beim letzten Rennwochenende der Formel 2 beim zweiten Rennen in Bahrain auf dem Outer-Circuit. Dort vertrat er bei Campos Racing den Stammfahrer Jack Aitken, der sich bei Williams als Vertreter von George Russell auf sein Formel-1-Debüt fokussierte. Beim Samstagsrennen belegte Boschung den 14. Platz, am Sonntag schied er aus. In der Meisterschaft stand er ohne Punkteplatzierungen auf Platz 25.
2021
Die Saison 2021 bestritt er als Stammfahrer für Campos Racing. In diesem Jahr konnte er zugleich beim Rennwochenende in Saudi-Arabien sein erstes Podium in der Formel 2 erzielen. Beim darauffolgenden Lauf in Abu Dhabi gelang ihm im zweiten Sprintrennen ein weiterer Podestplatz. Boschung beendete das Jahr auf Platz 10 in der Meisterschaft. Auch in der Saison 2022 sollte der Schweizer an der Seite von Alpine-Junior Olli Caldwell erneut die volle Saison für das spanische Team bestreiten.
2022
Nach einem starken Saisonstart (zwei vierte Plätze in Bahrain), konnte Boschung auf dem Jeddah Corniche Circuit in Saudi-Arabien keine Punkte einfahren. Beim dritten Lauf in Imola fiel er im Sprintrennen aus, aber beendete das Sonntagsrennen auf Platz 3 und errang sein erstes Podium der Saison. Danach zwang ihn eine Nackenverletzung in Spanien zum Rückzug. „Ich habe mit meinem medizinischen Team alles versucht, um wieder voll fit zu werden und hier in Topform zu sein, aber nach ein paar Runden auf der Strecke gestern wusste ich, dass das mit den Schmerzen, die ich vor allem beim Bremsen hatte, nicht möglich sein würde“, so Boschung.
Im Laufe der Saison musste er aufgrund der Nackenbeschwerden immer wieder an einzelnen Rennwochenenden pausieren. Vor dem Rennwochenende in Österreich wurde bekanntgegeben, dass Ex-Formel-1-Pilot Roberto Merhi Ralph Boschung für die nächsten Rennen ersetzen wird. Merhi bestritt daraufhin für Campos Racing die Läufe in Frankreich und Ungarn.
Bei seiner Rückkehr zum Lauf in Belgien in Spa-Francorchamps qualifizierte sich Boschung auf dem 10. Platz und startete das Sprintrennen wegen der 'Reverse Grid'-Regel von der Pole Position. Am Samstag musste sich der Schweizer lediglich Liam Lawson und Jack Doohan geschlagen geben, beendete das Sprintrennen als Dritter jedoch noch auf dem Podest. Es war sein zweites Podium der Saison. Im Hauptrennen belegte Boschung den 14. Platz.
Beim vorletzten Rennwochenende im italienischen Monza war er in beiden Rennen in Unfälle verwickelt und schied aus. Im Sprintrennen kollidierte er mit MP Motorsports Clément Novalak. Für das Verursachen des Unfalls wurde er mit einer 3-Platz-Gridstrafe für das kommende Rennen belegt. Im Hauptrennen klemmte er beim Zurückkommen auf die Strecke nach der ersten Schikane mit Marino Sató das Auto von Theo Pourchaire ein und endete mit seinem Boliden in der Streckenbegrenzung. Es war Boschungs erster Doppelausfall in der Saison 2022. Auch für den Zwischenfall bekam er eine Strafe. In der Gesamtwertung belegte er den 15. Platz.
Am 17. November 2022 gab Campos Racing bekannt, dass der Schweizer auch 2023 an der Seite von Kush Maini an den Start gehen wird.  „Wir freuen uns, weiterhin mit Ralph Boschung zusammenzuarbeiten, denn nach den aufgetretenen gesundheitlichen Problemen haben wir alle eine offene Angelegenheit. Unsere gemeinsamen Ziele sind noch zu erfüllen und es wird unsere Mission für das nächste Jahr sein, in dem wir voraussichtlich regelmäßig um die höchsten Ehren kämpfen werden“, kommentierte Teamchef Adrián Campos.
Boschung ist damit zudem der einzige Fahrer in der Geschichte der FIA-Formel-2-Meisterschaft, der seit ihrem Bestehen 2017 jedes Jahr an mindestens einem Wochenende teilnahm.
2023
Beim Saisonstart in Bahrain qualifizierte sich Boschung mit einer Rundenzeit von 1:42.010 Minuten für das Hauptrennen auf Startplatz 10. Aufgrund der 'Reverse Grid'-Regel startete er das Sprintrennen von der Pole Position und konnte sich vom Rennstart an absetzen. Mit einem komfortablen Vorsprung vor Dennis Hauger fuhr Boschung im 96. Anlauf seinem Premierensieg in der Formel 2 entgegen und entschied den ersten Lauf der 2023er-Saison für sich.
Im Hauptrennen kämpfte sich Boschung vom 10. Startplatz auf Platz 2 vor und strahlte nach Rennende: „Ich kann es immer noch nicht glauben, da werden plötzlich jahrelange Träume wahr“, sagte der 25-jährige Walliser. Mit einem zweiten Podestplatz im zweiten Rennen belegte er nach dem ersten Rennwochenende der Saison hinter Théo Pourchaire den 2. Gesamtrang.
Sein Bahrain-Wochenende blieb jedoch sein größtes Highlight in der Formel-2-Meisterschaft-2023.  Er landete am Ende der Saison auf dem 16. Platz mit 37 Punkten. Am Ende der Saison gab Ralph Boschung auf der Plattform X seinen Rücktritt aus der Formel 2 bekannt.

## Statistik

### Karrierestationen
| - 2008–2011: Kartsport - 2012: Formel BMW Talent Cup (Platz 5) - 2013: ADAC Formel Masters (Platz 7) - 2014: ADAC Formel Masters (Platz 7) - 2015: GP3-Serie (Platz 11) | - 2016: GP3-Serie (Platz 11) - 2017: Formel 2 (Platz 19) - 2018: Formel 2 (Platz 18) - 2019: Formel 2 (Platz 19) - 2020: Formel 2 (Platz 25, 2 Rennen) | - 2021: Formel 2 (Platz 10) - 2022: Formel 2 (Platz 15, 16 Rennen) - 2023: Formel 2 (Platz 1, 4 Rennen) |

### Einzelergebnisse in der GP3-Serie
| Jahr | Team              | 1   | 2   | 3   | 4   | 5   | 6   | 7   | 8   | 9   | 10  | 11  | 12  | 13  | 14  | 15  | 16  | 17  | 18  | Punkte | Rang |
| ---- | ----------------- | --- | --- | --- | --- | --- | --- | --- | --- | --- | --- | --- | --- | --- | --- | --- | --- | --- | --- | ------ | ---- |
| 2015 | Jenzer Motorsport | ESP | ESP | AUT | AUT | GBR | GBR | HUN | HUN | BEL | BEL | ITA | ITA | RUS | RUS | BRN | BRN | UAE | UAE | 28     | 11.  |
| 2015 | Jenzer Motorsport | DNF | 14  | 8   | 8   | 8   | 3   | 13  | 8   | 9   | 8   | 9   | 7   | 11  | DNS | 10  | 9   | 12  | 11  | 28     | 11.  |
| 2016 | Koiranen GP       | ESP | ESP | AUT | AUT | GBR | GBR | HUN | HUN | GER | GER | BEL | BEL | ITA | ITA | MAS | MAS | UAE | UAE | 48     | 11.  |
| 2016 | Koiranen GP       | 10  | 10  | 4   | 1   | 6   | 12  | 5   | 22  | 15  | DNF |     |     | 18  | 9   |     |     |     |     | 48     | 11.  |

### Einzelergebnisse in der FIA-Formel-2-Meisterschaft
| Jahr | Team          | 1   | 2   | 3   | 4   | 5   | 6   | 7   | 8   | 9   | 10  | 11  | 12  | 13  | 14  | 15  | 16  | 17  | 18  | 19  | 20  | 21  | 22  | 23  | 24  | 25  | 26  | 27  | 28  | Punkte | Rang |
| ---- | ------------- | --- | --- | --- | --- | --- | --- | --- | --- | --- | --- | --- | --- | --- | --- | --- | --- | --- | --- | --- | --- | --- | --- | --- | --- | --- | --- | --- | --- | ------ | ---- |
| 2017 | Campos Racing | BRN | BRN | ESP | ESP | MON | MON | AZE | AZE | AUT | AUT | GBR | GBR | HUN | HUN | BEL | BEL | ITA | ITA | ESP | ESP | UAE | UAE |     |     |     |     |     |     | 11     | 19.  |
| 2017 | Campos Racing | 12  | DNF | 12  | 17  | 12  | DNF | 8   | 8   | 7   | DNF | 11  | DNF | 11  | 16  | 13  | 13  | 15  | 13  | DNF | 9   |     |     |     |     |     |     |     |     | 11     | 19.  |
| 2018 | MP Motorsport | BRN | BRN | AZE | AZE | ESP | ESP | MON | MON | FRA | FRA | AUT | AUT | GBR | GBR | HUN | HUN | BEL | BEL | ITA | ITA | RUS | RUS | UAE | UAE |     |     |     |     | 17     | 18.  |
| 2018 | MP Motorsport | 10  | 7   | 7   | 8   | DNF | DNF | DNF | DNF | DNF | 16  | DNF | 15  | 9   | 8   | 18  | DNF | DNF | 12  | 8   | DNF |     |     |     |     |     |     |     |     | 17     | 18.  |
| 2019 | Trident       | BRN | BRN | AZE | AZE | ESP | ESP | MON | MON | FRA | FRA | AUT | AUT | GBR | GBR | HUN | HUN | BEL | BEL | ITA | ITA | RUS | RUS | UAE | UAE |     |     |     |     | 3      | 19.  |
| 2019 | Trident       | 11  | 14  | 12  | DNF | 10  | 10  | 9   | DNF | DNF | 15  |     |     |     |     | 18  | 18  | C   | C   |     |     | 14  | 12  |     |     |     |     |     |     | 3      | 19.  |
| 2020 | Campos Racing | AUT | AUT | AUT | AUT | HUN | HUN | GBR | GBR | GBR | GBR | ESP | ESP | BEL | BEL | ITA | ITA | ITA | ITA | RUS | RUS | BHR | BHR | BHR | BHR |     |     |     |     | 0      | 25.  |
| 2020 | Campos Racing |     |     |     |     |     |     |     |     |     |     |     |     |     |     |     |     |     |     |     |     |     |     | 14  | DNF |     |     |     |     | 0      | 25.  |
| 2021 | Campos Racing | BHR | BHR | BHR | MON | MON | MON | AZE | AZE | AZE | GBR | GBR | GBR | ITA | ITA | ITA | RUS | RUS | RUS | KSA | KSA | KSA | UAE | UAE | UAE |     |     |     |     | 59,5   | 10.  |
| 2021 | Campos Racing | DNF | 17  | 15  | 4   | 5   | 6   | 6   | DNF | 5   | 14  | DNF | 14  | 14  | 9   | 14  | 6   | C   | 19* | 15  | 9   | 3   | 9   | 3   | 9   |     |     |     |     | 59,5   | 10.  |
| 2022 | Campos Racing | BHR | BHR | KSA | KSA | IT1 | IT1 | ESP | ESP | MCO | MCO | ASE | ASE | GBR | GBR | AUT | AUT | FRA | FRA | HUN | HUN | BEL | BEL | NLD | NLD | IT2 | IT2 | UAE | UAE | 40     | 15.  |
| 2022 | Campos Racing | 4   | 4   | 15  | 15  | DNF | 3   | INJ | INJ | INJ | INJ | 15* | 9   | INJ | INJ | INJ | INJ | INJ | INJ | INJ | INJ | 3   | 14  | 17  | 17  | DNF | DNF | 17  | DNF | 40     | 15.  |
| 2023 | Campos Racing | BHR | BHR | KSA | KSA | AUS | AUS | ASE | ASE | IT1 | IT1 | MCO | MCO | ESP | ESP | AUT | AUT | GBR | GBR | HUN | HUN | BEL | BEL | NLD | NLD | IT2 | IT2 | UAE | UAE | 37     | 16.  |
| 2023 | Campos Racing | 1   | 2   | 4   | 19  | DNS | 16  | DNF | 20  | C   | C   | DNF | DNF | 16  | 15  | 17  | 14  | 20  | DNF | DNF | 19  | 8   | 10  | NC  | 16  | 19  | 9   | 18  | 15  | 37     | 16.  |

| Legende  | Legende            | Legende                                                          |
| Farbe    | Abkürzung          | Bedeutung                                                        |
| -------- | ------------------ | ---------------------------------------------------------------- |
| Gold     | –                  | Sieg                                                             |
| Silber   | –                  | 2. Platz                                                         |
| Bronze   | –                  | 3. Platz                                                         |
| Grün     | –                  | Platzierung in den Punkten                                       |
| Blau     | –                  | Klassifiziert außerhalb der Punkteränge                          |
| Violett  | DNF                | Rennen nicht beendet (did not finish)                            |
| Violett  | NC                 | nicht klassifiziert (not classified)                             |
| Rot      | DNQ                | nicht qualifiziert (did not qualify)                             |
| Rot      | DNPQ               | in Vorqualifikation gescheitert (did not pre-qualify)            |
| Schwarz  | DSQ                | disqualifiziert (disqualified)                                   |
| Weiß     | DNS                | nicht am Start (did not start)                                   |
| Weiß     | WD                 | zurückgezogen (withdrawn)                                        |
| Hellblau | PO                 | nur am Training teilgenommen (practiced only)                    |
| Hellblau | TD                 | Freitags-Testfahrer (test driver)                                |
| ohne     | DNP                | nicht am Training teilgenommen (did not practice)                |
| ohne     | INJ                | verletzt oder krank (injured)                                    |
| ohne     | EX                 | ausgeschlossen (excluded)                                        |
| ohne     | DNA                | nicht erschienen (did not arrive)                                |
| ohne     | C                  | Rennen abgesagt (cancelled)                                      |
| ohne     | keine WM-Teilnahme |                                                                  |
| sonstige | P/fett             | Pole-Position                                                    |
| sonstige | 1/2/3/4/5/6/7/8    | Punktplatzierung im Sprint-/Qualifikationsrennen                 |
| sonstige | SR/kursiv          | Schnellste Rennrunde                                             |
| sonstige | *                  | nicht im Ziel, aufgrund der zurückgelegten Distanz aber gewertet |
| sonstige | ()                 | Streichresultate                                                 |
| sonstige | unterstrichen      | Führender in der Gesamtwertung                                   |